# Gomphidia williamsoni
Gomphidia williamsoni – gatunek ważki z rodziny gadziogłówkowatych (Gomphidae).